# Joseph D. Kucan

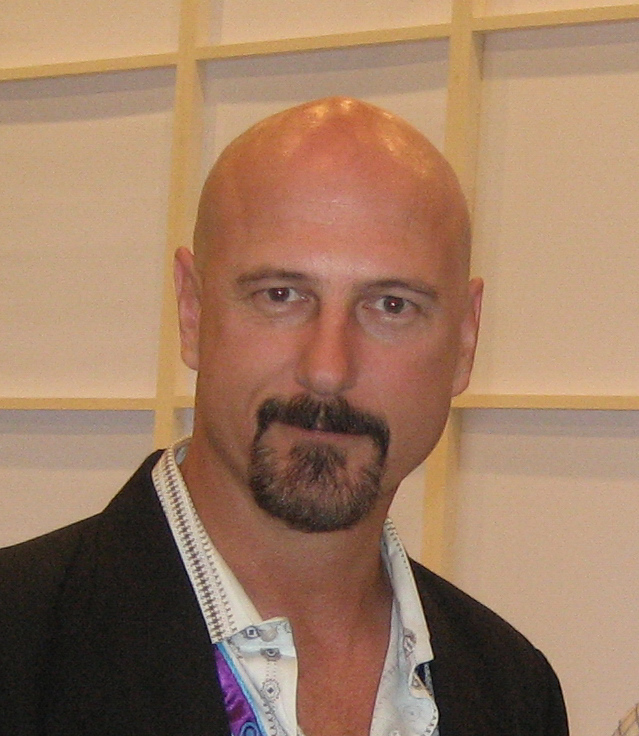
Joseph D. Kucan 2009

Joseph D. Kucan, född 19 mars 1965 i Henderson i Nevada, är en amerikansk filmregissör, skådespelare och manusförfattare för olika spelföretag och filmer. Han bor i Las Vegas.

## Karriär
Kucan började jobba 1994 på Westwood Studios där han var regissör och skådespelare för spelet Command & Conquer och regissör för Red Alert 2. Han är mest känd i sin roll som den mystiske terroristledaren Kane i Command & Conquer-serien. Han har även skrivit manuset till Blade Runner, ett spel baserad på filmen med samma namn.

## Verk som regissör inom spelbranschen
- The Legend of Kyrandia (1992), Virgin Games
- The Legend of Kyrandia: Hand of Fate (1993), Avalon Interactive
- The Legend of Kyrandia: Malcolm's Revenge (1994), Virgin Interactive
- Monopoly (1995), Hasbro Interactive
- Command & Conquer (1995), Westwood Studios (även som skådespelare)
- Command & Conquer: Red Alert (1996), Westwood Studios (även som skådespelare)
- Lands of Lore: Guardians of Destiny (1997), Avalon Interactive
- Blade Runner (1997), Virgin Interactive
- Dune 2000 (1998), Westwood Studios
- Command & Conquer: Red Alert - Retaliation (1999), Westwood Studios
- Command & Conquer: Tiberian Sun (1999), EA Games (även som skådespelare)
- Nox (2000), EA Games
- Command & Conquer: Tiberian Sun - Firestorm (2000), EA Games (cameoframträtande)
- Command & Conquer: Red Alert 2 (2001), EA Games
- Command & Conquer: Red Alert 2 - Yuri's Revenge (2001), EA Games
- Emperor: Battle for Dune (2002), EA Games
- Command & Conquer: Renegade (2002), EA Games (som Kanes röst)
- Pirates: The Legend of Black Kat (2002), EA Games
- James Bond 007: Nightfire (2002), EA Games
- Command & Conquer 3: Tiberium Wars (2007), EA Games (endast som skådespelare)
- Command & Conquer 3: Kane's Wrath (2008), EA Games (endast som skådespelare)
- Command & Conquer 4: Tiberian Twilight (2010), EA Games (endast som skådespelare)